# Hirmos
Hirmos (gr.: hejrmos) - szczególnie ulubiona strofa kontakionu, przenoszona jako pierwsza strofa do nowo tworzonych kontakiow. Kontakia skomponowane na podstawie kilku hirmosów nazywały się idiomelami.